# Paulo José de Oliveira
Paulo José de Oliveira, meglio noto come Paulinho (São José dos Campos, 9 aprile 1986), è un ex calciatore brasiliano, di ruolo attaccante.

## Carriera
Dopo alcune prime apparizioni nei campionati secondari brasiliani, Paulinho viene portato in Svezia dall'Häcken nell'estate 2007 e firmato dopo un mese di prova, chiudendo con 13 gol in 17 partite. L'anno seguente si ferma a 9 realizzazioni, che contribuiscono al raggiungimento della promozione in Allsvenskan. Gioca altre due stagioni all'Häcken fino alla scadenza del suo contratto, poi, dopo alcuni mesi trascorsi in Brasile, trova un accordo con l'Örebro due settimane dopo l'inizio del campionato 2011.
Terminata la lunga parentesi svedese, tra il 2013 e il 2014 viene ingaggiato da squadre brasiliane, azere e degli Emirati Arabi Uniti, esperienze però durate il tempo di giocare poche partite. Ha migliore fortuna nei primi mesi del 2015 al XV de Piracicaba, squadra del campionato dello stato di San Paolo, dove gioca 15 partite segnando 7 reti.
Nel luglio dello stesso anno Paulinho fa ritorno all'Häcken, dove già aveva militato per tre anni e mezzo in passato, chiudendo il campionato 2015 con 11 gol (fra cui due triplette) nei 14 incontri disputati. Nel corso dell'Allsvenskan 2016 è costretto a tre mesi di stop per via di alcuni problemi al ginocchio. Dopo essere stato il miglior marcatore dell'Häcken nel 2017 con 9 gol all'attivo, Paulinho si dimostra particolarmente prolifico nel corso dell'Allsvenskan 2018, conclusa da capocannoniere con 20 reti siglate in 27 presenze. Al termine della stessa stagione viene nominato miglior attaccante e miglior giocatore dell'intero campionato. Nel corso del campionato 2019 mette a segno 11 reti in 21 partite, confermandosi miglior marcatore stagionale dell'Häcken.
Il 12 ottobre 2019, quando mancava poco meno di un mese dalla fine dell'Allsvenskan 2019, è stato reso noto che Paulinho si sarebbe unito a parametro zero agli israeliani dell'Hapoel Be'er Sheva nel giro di poche settimane. Con la compagine mediorientale tuttavia non è mai sceso in campo, per via di un infortunio al ginocchio che lo ha fermato per un mese, ma anche per motivi familiari e per alcuni disaccordi con la dirigenza. La sua permanenza in Israele è stata dunque molto breve, visto che le due parti hanno rescisso già nel gennaio 2020.
Il 24 gennaio 2020 Paulinho è tornato a far parte di una squadra svedese con l'ingaggio da parte dell'Hammarby, società che ha identificato in lui il sostituto di Nikola Đurđić. Già in precedenza, al termine del campionato 2017, i biancoverdi erano stati vicinissimi ad ingaggiare l'attaccante brasiliano. Il suo primo anno in biancoverde tuttavia non è stato all'altezza di quelli precedenti nel campionato svedese, anche a causa – come confessato in un'intervista – della perdita di un caro amico e di altri parenti in Brasile a causa del COVID-19, fatto che lo aveva addirittura portato ad interrompere temporaneamente gli allenamenti e a meditare il ritiro dal calcio, salvo poi riprendersi. Nei due campionati trascorsi con l'Hammarby ha totalizzato complessivamente 27 presenze e 4 reti.
Svincolato, nel gennaio del 2022 si è unito al suo vecchio club brasiliano del São José.

## Palmarès

### Club
- Coppa di Svezia: 3

Häcken: 2015-2016,  2018-2019
Hammarby: 2020-2021

### Individuale
- Capocannoniere dell'Allsvenskan: 1

2018 (20 reti)